# Monticola
Genre
Les monticoles sont des passereaux de taille moyenne, généralement insectivores ou omnivores, appartenant au genre Monticola. 

## Liste des espèces

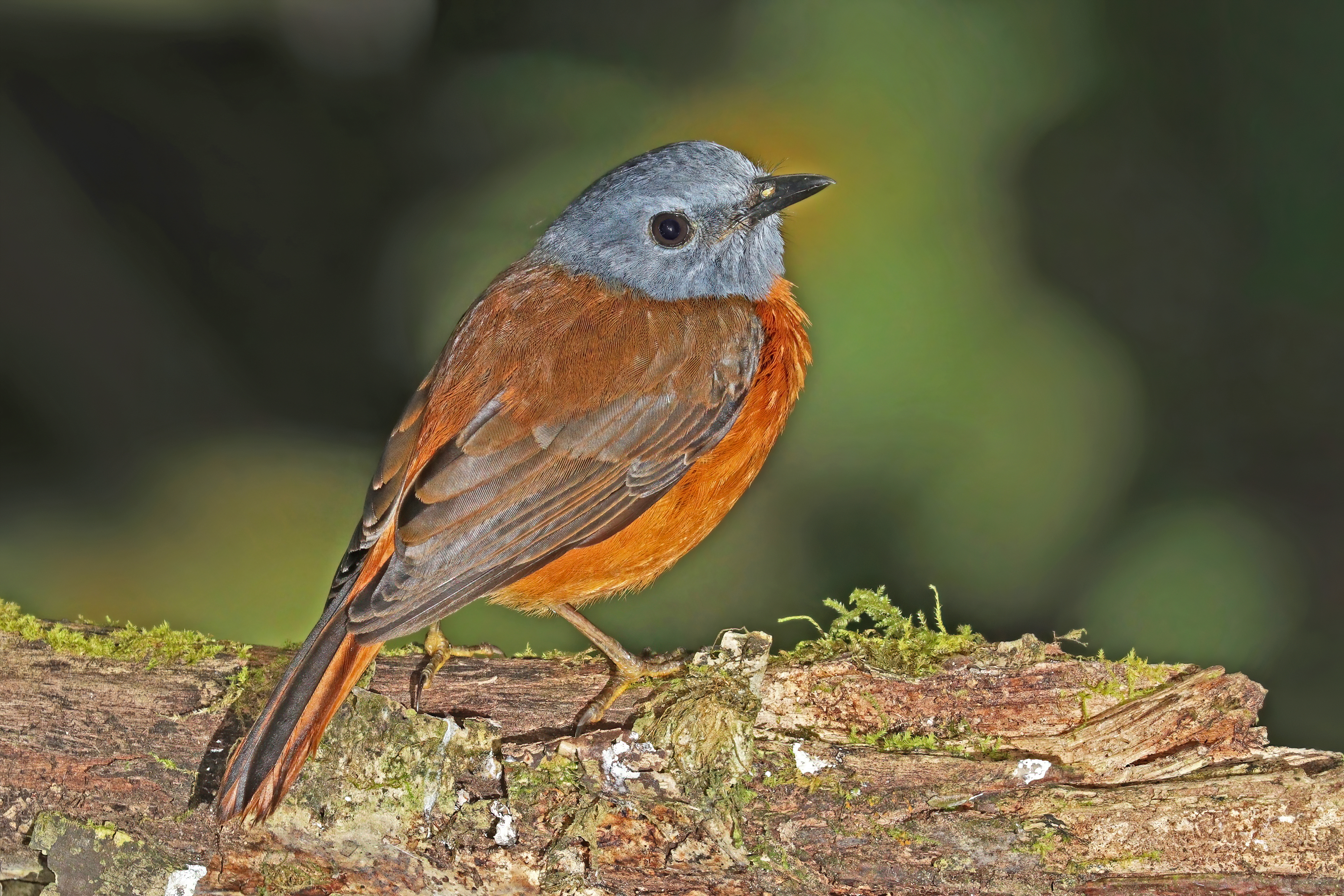
Un monticole de forêt au parc national de la Montagne d'Ambre, Madagascar. Décembre 2018.

D'après la classification de référence (version 15.1, 2025) du Congrès ornithologique international :
- Monticola cinclorhynchus – Monticole à croupion roux
- Monticola gularis – Monticole à gorge blanche
- Monticola rufiventris – Monticole à ventre marron
- Monticola brevipes – Monticole à doigts courts
- Monticola explorator – Monticole espion
- Monticola erythronotus – Monticole de l'Ambre
- Monticola sharpei – Monticole de forêt
- Monticola imerina – Monticole du littoral
- Monticola rufocinereus – Monticole rougequeue
- Monticola saxatilis – Monticole merle-de-roche
- Monticola solitarius – Monticole merle-bleu
- Monticola rupestris – Monticole rocar
- Monticola angolensis – Monticole angolais
- Monticola semirufus – Traquet demi-roux